# Under stjärnorna
Under stjärnorna är en svensk-dansk-sydafrikansk-isländsk-finländsk dokumentärfilm från 2004 i regi av Titti Johnsson och Helgi Felixson.

## Handling
Frieda deltar i Popstars och blir känd över en natt i Sydafrika. Massmedia skriver mycket om tiden då hon bodde på gatorna i Kapstaden och fick tigga pengar, men tiden går och efter sex månader är Frieda tillbaka på gatorna.

## Om filmen
Filmen är inspelad i Sverige och Sydafrika. Den hade premiär den 19 november 2004 och är barntillåten.

## Rollista
- Frieda Darvel
- Boeta Corneulius Klaasen
- Ronnel Darvel
- Linzi Thomas